# 立花山
立花山（たちばなやま）は、福岡市東区、糟屋郡新宮町および久山町にまたがる標高367.1mの山である。 都市部に近く、クスノキの巨木など自然に恵まれた山として南の三日月山（みかづきやま）とともに親しまれている。 また立花山は中世の立花山城（立花城）の跡としても知られている。

## 名称
立花山は7つほどの峰からなる山群であり、そのうち3つの峰が目立つ。 立花山の名前はそれらの総称としても、またそのうち最高峰（367.1 m）を表すものとしても用いられている。 最高峰は井楼山（せいろうやま）あるいは本城の異称をもつ。 この井楼山北西には0.4 kmほど離れて松尾山（松の尾、337 m）、その西0.3 kmには白岳（しらたけ、314 m）がある。 その他低い峰がいくつかあり、18世紀の『筑前国続風土記』には大ツブラ、小ツブラ、大一足、小一足といった名が与えられているのが見える。 また井楼山は少し離れて南に1 kmほどの三日月山（272 m）とも尾根づたいに結ばれる。

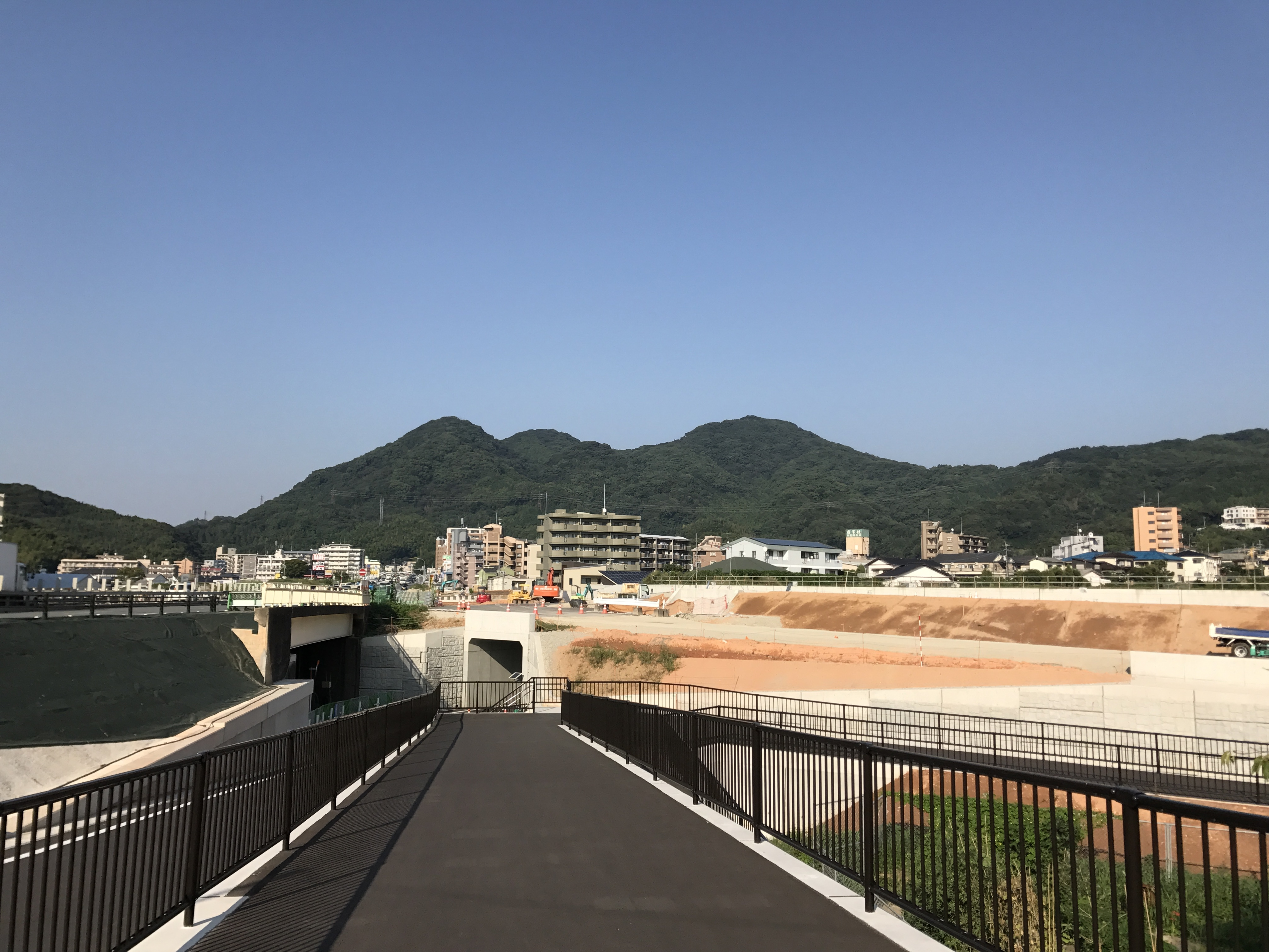
福岡市東区の国道3号脇から望む立花山

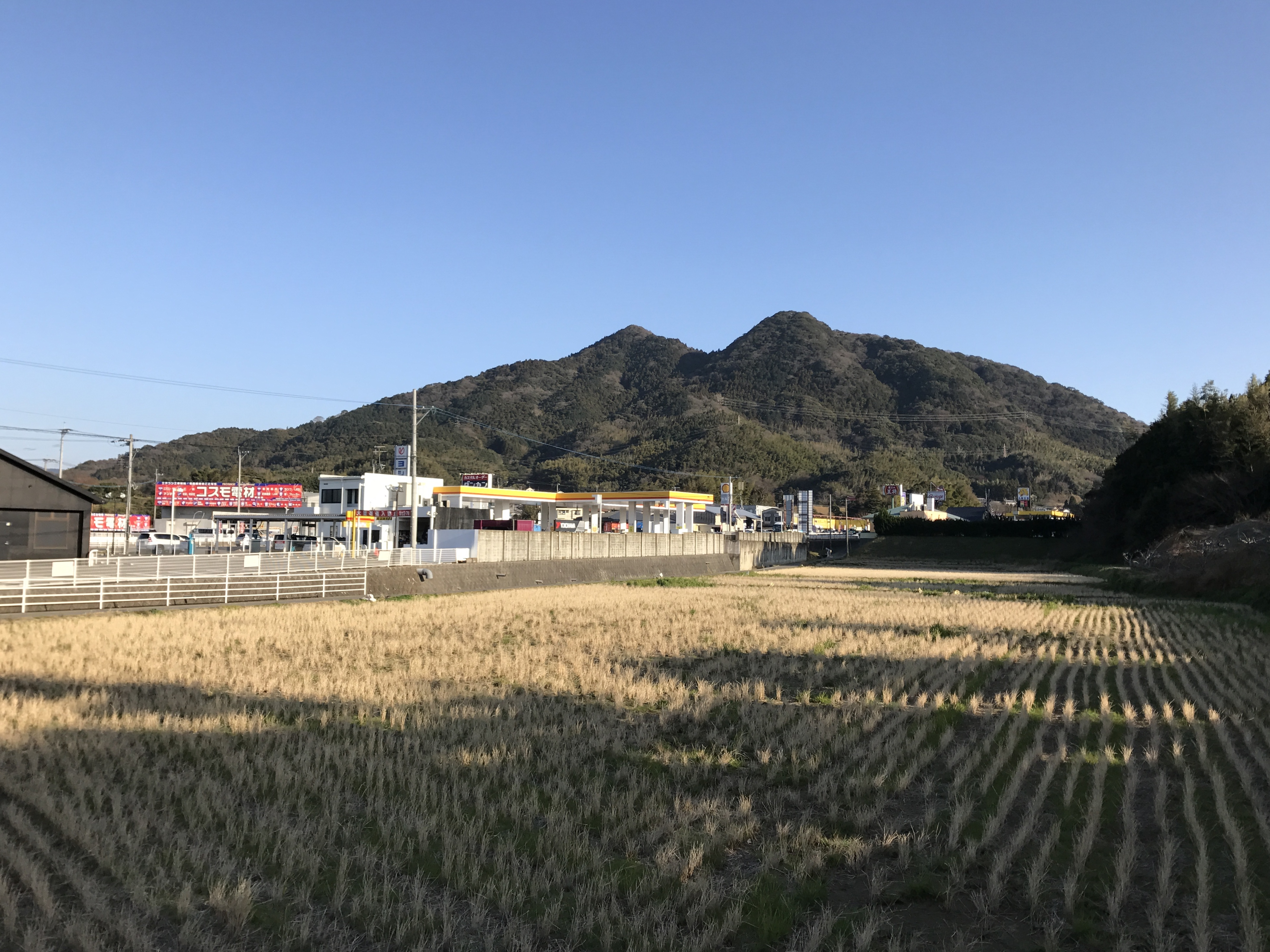
新宮町原上から望む立花山

南西の福岡市東区香椎からは周囲と独立して突き出したような3つの峰（左より白岳、松尾山、井楼山）が並び立つ姿が目立つ。 北の新宮やその先の玄界灘からは二峰の山のように見え、かつては海や陸の交通の目印ともなってきた。 古くは二神山と呼ばれ、イザナギ・イザナミを祀っていたという。 伝承では立花の名前は、805年に最澄が唐からの帰国後、立花山に独鈷寺を建立したとき、立てかけていたシキミの枝が根を張りやがて花が咲いたことからくるとする。

## クスノキ群落
山群の地質は北側の花崗閃緑岩と南側の三郡変成岩の古生層とに二分されている。 山は広く照葉樹林で覆われ、特に山腹でクスノキが優勢な特異な構成をもつ。 山群全体でこれらのクスノキは数千本にのぼり、幹は高く伸び樹高30mを上回るクスノキも600本ほどあって、その規模は日本に他に例がない。 他にも山中にはタブノキやカゴノキなどクスノキ科の木が多い。 立花山のクスノキは原生林ともされ、そのときにはクスノキの分布の北限にあたる。 但しその特異な植生や一部に一列に並ぶ木が見られること、若木がみられないことなどから、植林されたものが江戸時代を通じて「御留山」(おとめやま) として伐採が禁じられ、保護・育成されてきたためであろうとする意見も強い。
巨木は特に立花山の東斜面に多く立花口登山道の途中からクスノキの巨木の群生地へと至る道がある。 6合目以上のクスノキは立花山クスノキ原始林として1928年に国の天然記念物に、1956年には特別天然記念物に指定された。 また2000年には特に大きなクスノキ、立花山大クスが林野庁の森の巨人たち百選のひとつとして選定されている。 立花山大クスは幹周り8m近く、樹高30mあり、樹齢は少なくとも300年と推定されている。

## 立花山城

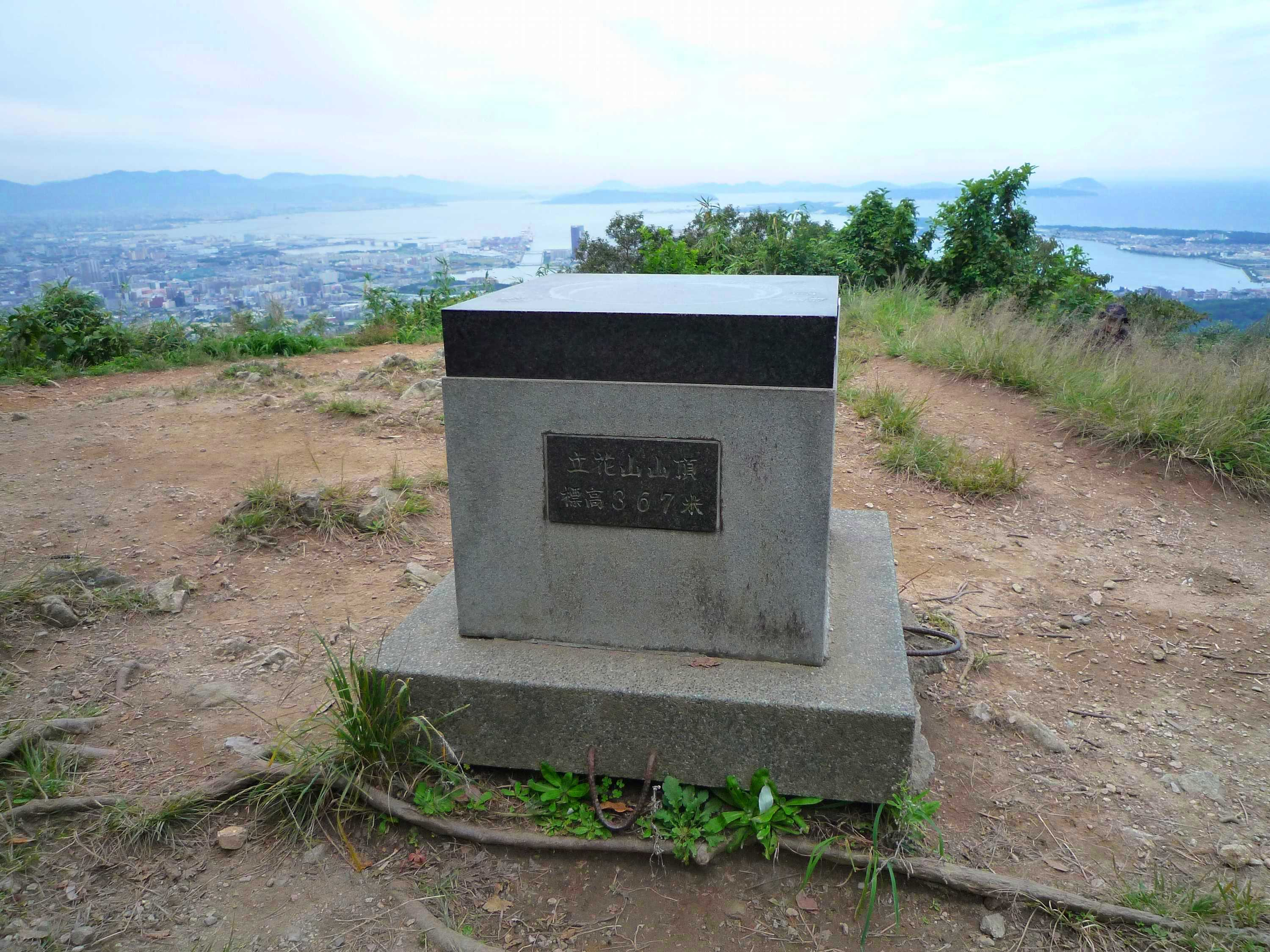
立花山・標高367メートルの碑

鎌倉時代末の1330年に豊後大友氏の大友貞載（立花貞載）によって立花山山群に立花山城（立花城）が築かれて以来、立花山は南北朝・戦国時代を通じ、交易拠点であった博多を見下ろす軍事的に重要な要塞であった。 勇猛な武将として知られた戸次鑑連は1569年の多々良浜の戦いで毛利軍と戦ったのち、立花道雪として立花山城城督となり、今は立花口の梅岳寺に眠る。 また道雪の家督を継いだ立花統虎（立花宗茂）は1586年に島津軍の大軍の侵攻に対して、立花山城に篭城し激戦の上これを撃退した。 1601年に福岡城が築城された際に石垣が移築され廃城となったため現在は一部に石垣と古井戸が残るのみである。 石垣は井楼山から松尾山へ至るルートの途中などに点在する。

## 登山
立花山・三日月山はハイキング気分で気軽に自然に親しめる山として一年を通じ休日には家族づれで賑わう。 立花山への登山道は北の新宮町立花口、西の東区下原（しもばる）からのルートがあり、いずれも麓からは40〜50分で井楼山頂上に至る。 立花城本城の跡であった山頂は平らで西側が開けており、玄界灘から海の中道を挟んで博多湾、福岡市街を一望できる。快晴には、壱岐、沖ノ島まで眺望できる。 松尾山・白岳は登山者が少なく、山頂は木が茂り眺望があまり良くない。
三日月山へは南西の長谷ダムのダム湖奥やダムの南端、三日月温泉そばなどから登ることができる。 井楼山からは尾根づたいに30〜40分ほどである。 山頂からは360度にわたる眺望が広がり、元旦の初日の出や花火大会のときにも登山者で賑わう。

## アクセス
- 西鉄貝塚線西鉄新宮駅もしくはJR九州鹿児島本線福工大前駅よりマリンクス佐屋行きに乗車し「立花小学校前」下車、登山口まで1.3km。
- マイカーの場合、九州自動車道古賀インターチェンジより登山口まで6km。
- 登山口に駐車場あり。